# Dödspatrullen
Dödspatrullen, även kallat 3MST, är ett uppmärksammat kriminellt nätverk som uppstått ur den svensk-somaliska miljön i Rinkeby i Stockholms kommun. Dödspatrullen har ingen formell ledare, men fyra medlemmar som anses ha startat gänget har mer att säga till om.
En av ledarna är Mohamed Abdigahni Ali, mer känd under namnet Makkan eller Makelele. Han avtjänar livstidsstraff i Danmark för ett dubbelmord som skedde sommaren 2019 på en rivaliserande gängmedlem i gänget Shottaz och dennes svåger, som också var medlem i ett kriminellt nätverk.  Dödspatrullen har likt rivaliserande gänget Shottaz sitt ursprung i den svensk-somaliska miljön i Rinkeby.
Enligt en kartläggning från år 2018 gjord av Svenska Dagbladet har Dödspatrullen tillsammans med Shottaz lagförts för 330 brott.
Två andra ledargestalter i 3MST är Mustafa Mohammed samt Abdisamed Dahir Ahmed, mer känd under namnet Talang. De greps 2017 då de kunde kopplas till 25 kilo amfetamin, och dömdes till åtta års fängelse vardera. 
Den fjärde ledaren, Zakaria Amin Sheik Ahmed, är mer känd som Shobre. Han blev 2021 häktad i Spanien tillsammans med sin bror för narkotikabrott.
I juni 2024 dömde Helsingfors tingsrätt gängmedlemmarna Hassan Abdulkadir Mohammed, Mohamed Abdulkadir Okashe och Mazen Omer till 10 års fängelse och Mahad Ahmed Ali till 6 års fängelse för grova narkotikabrott. Tillsammans med övriga personer hade de under våren 2023 importerat stora mängder av narkotika till Finland som de lagrade i en lagerlokal i Tavastehus och flera lägenheter i huvudstadsregionen.

## Historik
Gängkonflikten mellan Dödspatrullen och Shottaz startade 2015. I konflikten har sedan dess ett tiotal personer mördats och samtliga mordoffer har varit unga män. Konflikten startades med ett rån mot ett växlingskontor i Täby där rånbytet blev två miljoner kronor, där vissa inte fick vara med och utföra brottet. Konflikten eskalerade på grund av stor tillgång till vapen och ett högt våldskapital. Dagen efter rånet mot växlingskontoret mördades en ung man med somalisk bakgrund av en av de nuvarande medlemmarna i Dödspatrullen och följande dag dödades en medlem i Dödspatrullen.
2016 återvände Dödspatrullen till Stockholm och dödade två bröder när de satt på Mynta café på Rinkebystråket. Flera maskerade män jagade dem till diskrummet och sköt dem till döds. En av bröderna var en ledare i Shottaz. Den andra var inte involverad, men blev ändå dödad.

### Morden i Herlev
Två 17-åringar dödade två svensk-somalier, 21 och 23 år gamla, från Shottaz i danska Herlev i juni 2019. Vid tillfället försökte de även döda en tredje person som undkom. Det ena offret blev påkört och låg halvvägs under en bil när en av angriparna gick fram och avfyrade 14 skott på nära håll. Det andra dödsoffret träffades i låret och dog av förblödning. Efter dubbelmordet flydde gärningsmännen i en Audi som senare hittades utbränd innehållandes en pistol och en AK-47 i Nærum på norra Själland. Fyra av de fem männen reste till Sverige där de senare greps och utlämnades till Danmark. Den femte greps i Bispehaven(da). Fem svenska medborgare blev åtalade för dubbelmordet. Kusinerna Abraham Abdul-Kader (20) och Mohammed Oad (19) dömdes i juli 2021 till 16 års fängelse vardera i Østre Landsret, vilket var en sänkning av maxstraffet på 20 år som bestämts av byretten i Glostrup. Tre andra som hjälpt till med planering dömdes till livstids fängelse: Mohamed Abdigahni Ali (23), Benjamin Owusu Afriyie (26) och Mansor Abdi Ismail (21). Samtliga fem utvisas ur Danmark. På grund av deras medlemskap i kriminella nätverk dömdes de efter bandeparagraf, som kan fördubbla straffen.
Enligt åklagare Steen Saabye och Rasmus Kim Petersen skickar domen en betydande signal till gängkriminella i Sverige att inte ta med sina konflikter till Danmark. Morden i Herlev sågs mot bakgrund av att Sverige dittills under 2019 hade 23 avlidna i gängskjutningar och 45 dödade under 2018.
Danmark ändrade sin lagstiftning år 2010. Innan dess kunde en person under 18 år dömas till max åtta år i fängelse, och detta var den första domen med grov kriminalitet bland minderåriga i Danmark.

### Musik
Genom åren har svenska rappare på olika sätt förknippats med eller på olika sätt kopplats till nätverket. Exempelvis nämnde och hyllade rapparen K27 (född 1999) år 2018 medlemmar ur Dödspatrullens konstellation i sin singel "Dom vet de vi". Singeln togs senare bort från alla strömningsplattformar i början av 2018 då K27 enligt egen utsago "lagt den typ av livstil bakom" sig.
Under 2021 och 2022 släppte Mehdi Sachit (född 1995, död 2022), som pekats ut som medlem av nätverket Dödspatrullen, musik under artistnamnet "Dumlee" på olika strömningsplattformar. Trots flera utgivna singlar nådde hans hiphopkarriär begränsad framgång och slutet av 2022 tog han bort all sin musik från plattformarna innan han mördades på juldagen samma år.
Under 2024 debuterade Dödspatrullen-medlemmen "Shacki" (Abdirizak Abdimalek Osman, född 2001) som artist med låten "Svartvitt". Låten skildrar på ett grovt sätt gängvåld, där artisten rappar om att ha mördat människor och hånar sina döda fiender. Under året fortsatte han att släppa musik som ett flertal gånger noterats på Sverigetopplistan.